# E. Howard Hunt
Everette Howard Hunt, född 9 oktober 1918 i Hamburg i New York, död 23 januari 2007 i Miami i Florida, var en amerikansk hemlig agent. Han arbetade först främst åt CIA men kom senare att ta order och få uppdrag direkt från Vita huset. 
Hunt medverkade i den operation som 1954 störtade president Arbenz i Guatemala.
Runt 1960 var Hunt med och organiserade den grupp av exilkubaner som skulle genomföra en invasion av Kuba och ett störtande av Fidel Castro. Operationen slutade i det misslyckade invasionsförsöket vid Grisbukten 1961. 
Hunt arbetade senare runt om i världen med olika hemliga uppdrag innan han kom att anlitas för att leda den operationsgrupp som formellt gick under beteckningen Special Investigations Group (SIG) men som informellt kallades för The Plumbers, "rörmokarna". Flera av medlemmarna i The Plumbers var exilkubaner och G. Gordon Liddy var kontakten till Vita huset. Hunt tog nu order direkt från Vita huset, och The Plumbers utförde så kallade black ops, "svarta operationer", bland annat i syfte att stoppa läckor i Nixon-administrationen. En sådan "läcka" var Daniel Ellsberg som 1971 avslöjade information om Vietnamkriget för New York Times. Uppgifterna blev kända som The Pentagon Papers och var besvärande för både Vita huset och Pentagon. Hunts grupp gjorde inbrott hos en psykolog som Ellsberg tidigare hade konsulterat, för att försöka få fram uppgifter som kunde misskreditera Ellsberg. Hunts grupp kom dock att syssla med betydligt mer än besvärande läckor. De utförde också i allt större utsträckning black ops som syftade till att misskreditera politiska motståndare till Nixon-administrationen eller för att få fram material som kunde vara användbart i det politiska spelet.
Det var The Plumbers som genomförde inbrottet i demokraternas partihögkvarter i Watergatekomplexet i Washington den 17 juni 1972. Inbrottet gjordes för att installera avlyssningsutrustning. Gruppen togs på bar gärning och en rättsprocess följde. Händelsen ledde till Watergateaffären och spåren ledde efter hand direkt till presidenten. Som en följd av Watergateaffären tvingades Richard Nixon avgå som president den 9 augusti 1974. Hunt själv fick avtjäna 33 månader i fängelse.
I Oliver Stones film Nixon från 1995 spelas Howard Hunt av Ed Harris.
Hunt var även författare. Han skrev flera böcker under sitt riktiga namn och även kioskdeckare under pseudonymerna Robert Dietrich, Gordon Davis och David St. John.